# Vilar de Canes

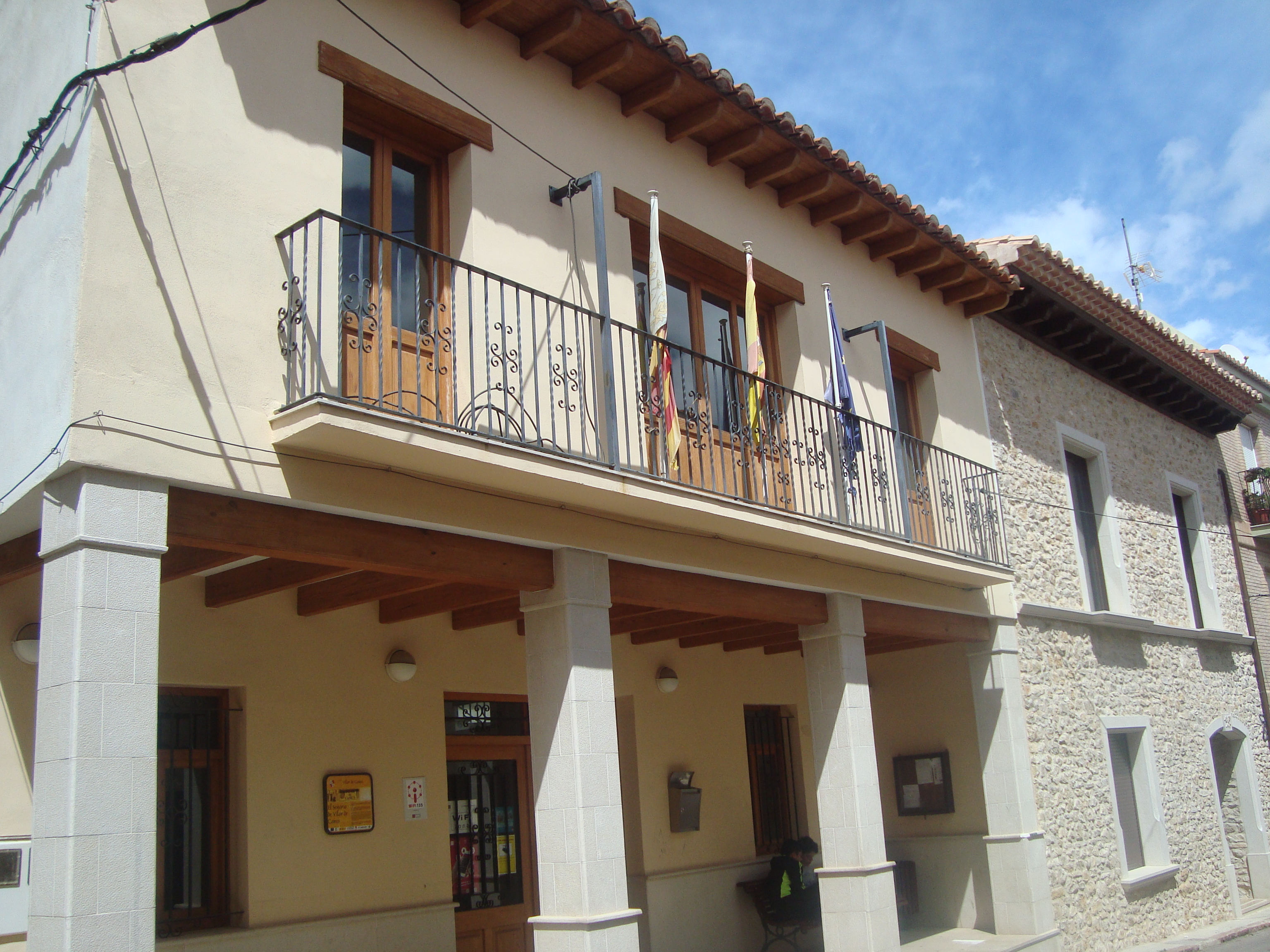
Conseil municipal de Vilar de Canes

Vilar de Canes, en valencien et officiellement (Villar de Canes en castillan), est une commune d'Espagne de la province de Castellón dans la Communauté valencienne. Elle est située dans la comarque de l'Alcalatén et dans la zone à prédominance linguistique valencienne.

## Géographie

Localisation de Vilar de Canes
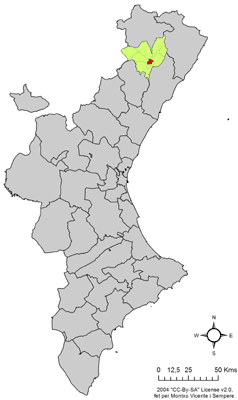
dans la Communauté valencienne.
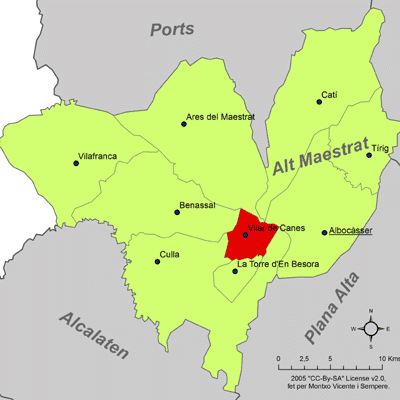
dans la comarque de l'Alcalatén.

Le territoire de la commune est traversé par le ravin (barranco) de "En Seguer", la rambla Carbonera, la rivière Molinell, le barranco de la Tejería et le barranco de la Frescó. Les principales montagnes sont la Sierra de Foyes, le Tossal Redó et le Machorral. On rencontre diverses sources naturelles que se trouvent situées dans de beaux paysages peuplés d'une grande végétation.

### Hameaux et districts ruraux (pedanías)
Sur le territoire de Vilar de Canes, se trouvent les hameaux suivants :
- Cap del Moro
- Cogolludes
- Hostal.
- Pallisa
- Romeu
- Segarra
- Segarreta
- Señor
- Solá.

### Localités limitrophes
Le territoire de Culla est voisin des localités suivantes :
Benasal, Ares del Maestre, Albocácer, Culla et Torre de Embesora, toutes dans la province de Castellón.

## Histoire

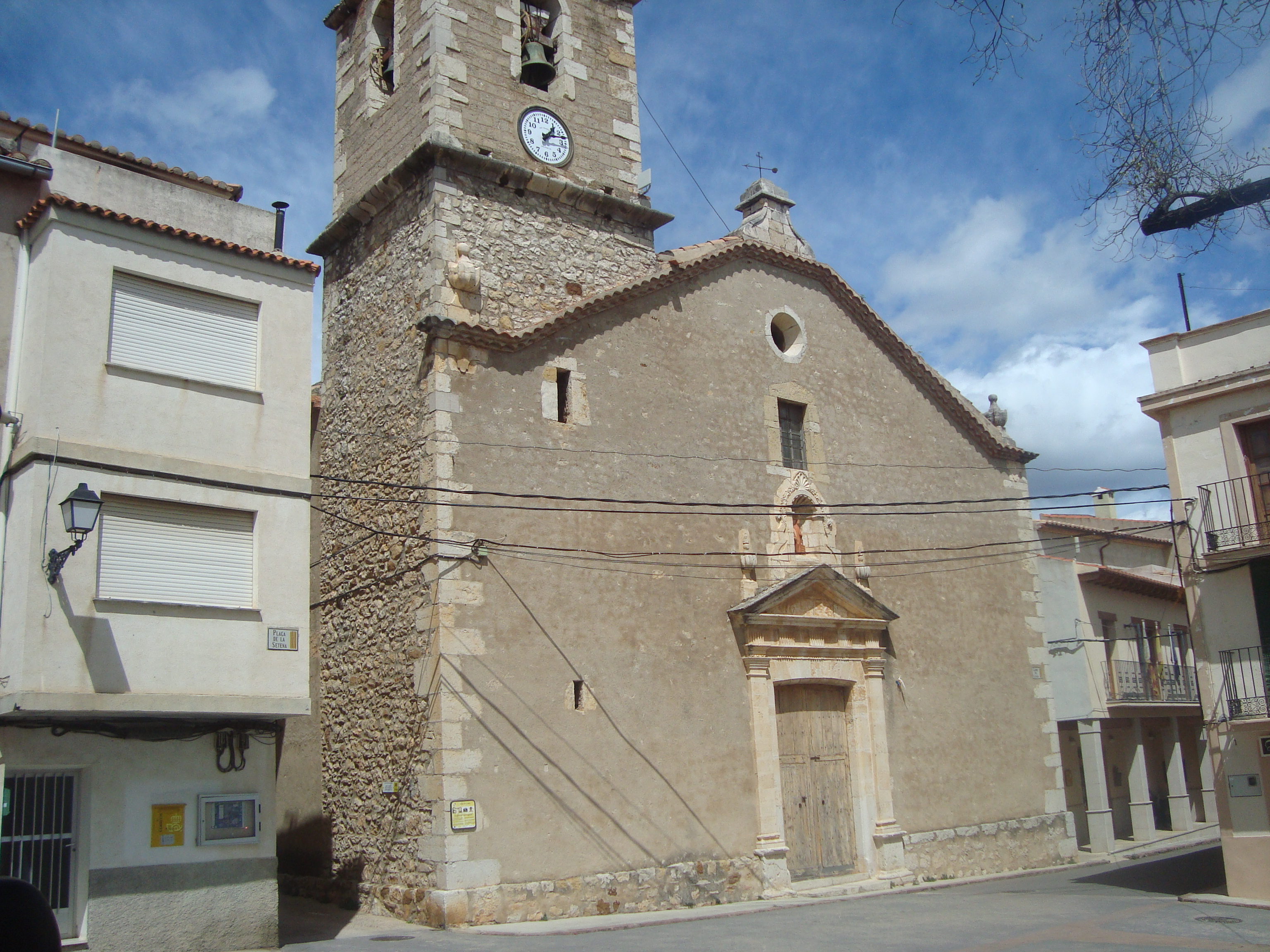
église paroissiale de Saint-Laurent (Vilar de Canes, Castellón)

L'origine de la localité est obscure. Sur le mont Machorral subsistent des ruines d'un château arabe. Les troupes du roi Jacques Ier le Conquérant la libérèrent du pouvoir sarrasin. Historiquement, elle faisait partie de la "tinença" de Culla, seigneurie qui depuis 1235  appartenait à Blasco de Alagón et ensuite à Guillem d'Anglesola et à son épouse Constanza de Aragón. Leur fils, portant le même nom, donna le 13 décembre 1273, le lieu  et les moulins de Monlló et de la Bailío de Culla à Bernat de Montpalau et à son épouse Guillema d'Anglesola. Ce fut celle-ci et son fils Pere de Montpalau qui accordèrent au village une charte de peuplement (carta puebla). Le 13 décembre 1316 ils donnèrent à Domingo Matamoros, Bernardo Segarra, Berengario Vilamanya, Bernardo Vilamanya, Berengario Gomar, Arnaldo Igualada, Miguel Rovira, Pedro Segarra, Arnaldo Querol et Gita épouse de Gil Girona et à d'autres habitants, le lieu de Villar de Canes et son territoire avec juridiction civile et criminelle. De 1294 à 1312, le village appartint à la seigneurie de l'Ordre du Temple, et à partir de 1319 elle entra dans la seigneurie de l'Ordre de Montesa, tout en restant un fief de la famille Montpalau.

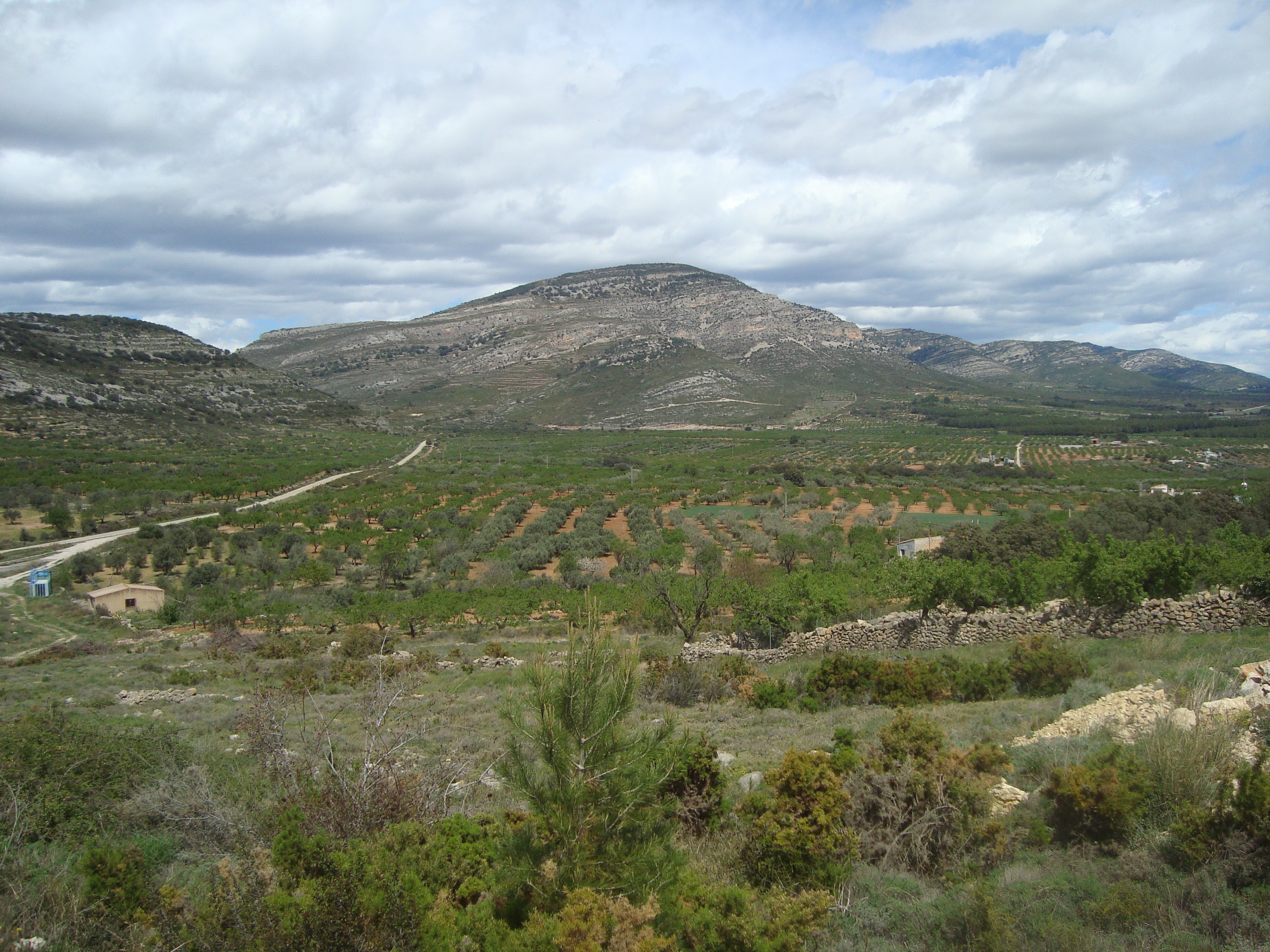
Panoramique rural (Vilar de Canes, Castellón)

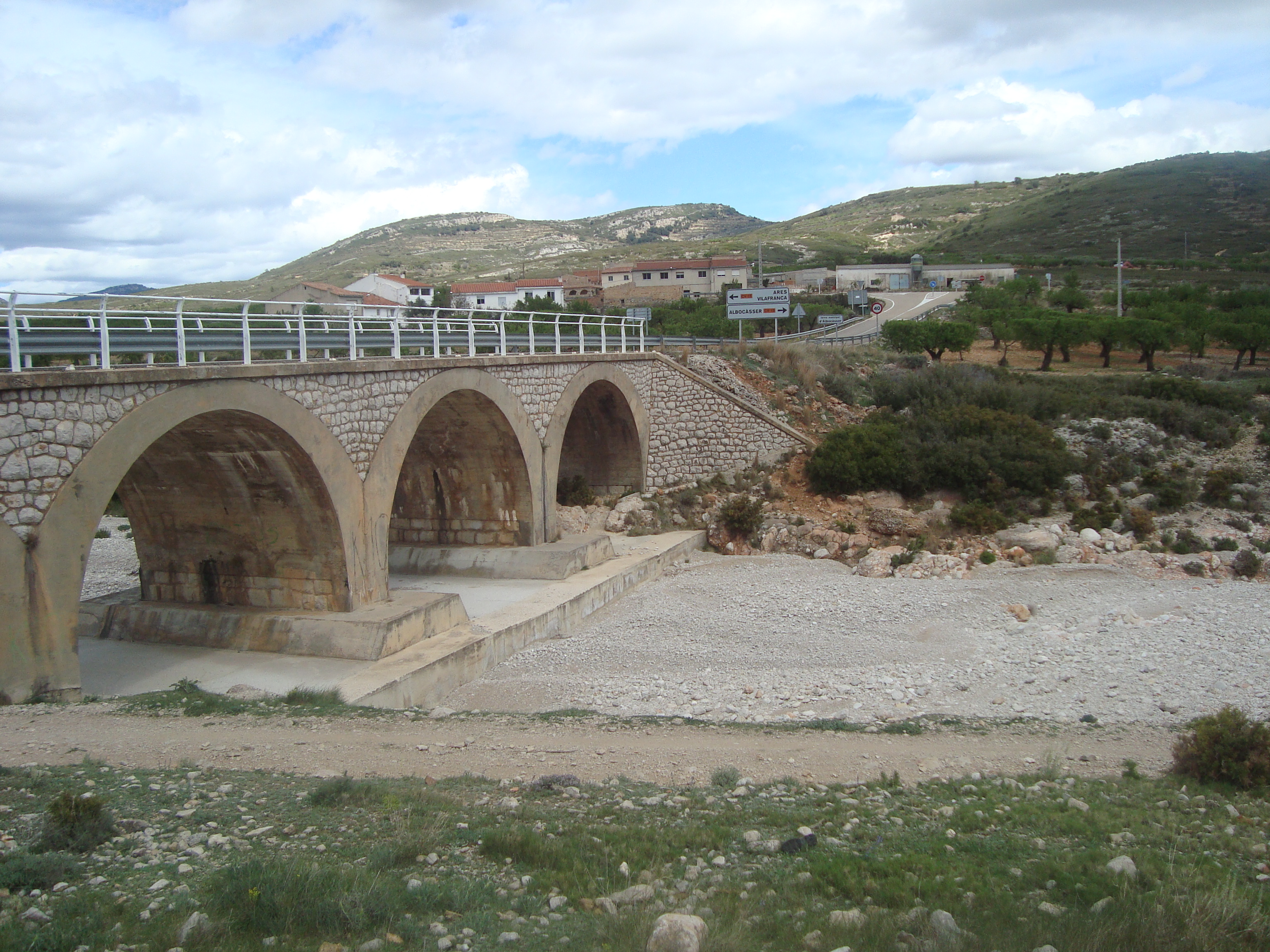
Pont Vilar de Canes, Rambla Carbonera

## Démographie
| 1990 | 1992 | 1994 | 1996 | 1998 | 2000 | 2002 | 2004 | 2011 |
| ---- | ---- | ---- | ---- | ---- | ---- | ---- | ---- | ---- |
| 221  | 196  | 188  | 188  | 188  | 183  | 183  | 185  | 186  |

## Administration
| Période | Période | Identité           | Étiquette | Qualité |
| ------- | ------- | ------------------ | --------- | ------- |
| 1999    | 2003    |                    | PSOE      |         |
| 2003    | 2007    |                    | PP        |         |
| 2007    | 2011    | Luciano Ferrer     | PP        |         |
| 2011    | 2015    | Mª Asunción García | PP        |         |
| 2015    |         | Aurelio Pitarch    | PSOE      |         |

## Économie
Basée traditionnellement sur l'agriculture de zone sèche (amandier, noisetier) ainsi que sur l'élevage (avicole et porcin).

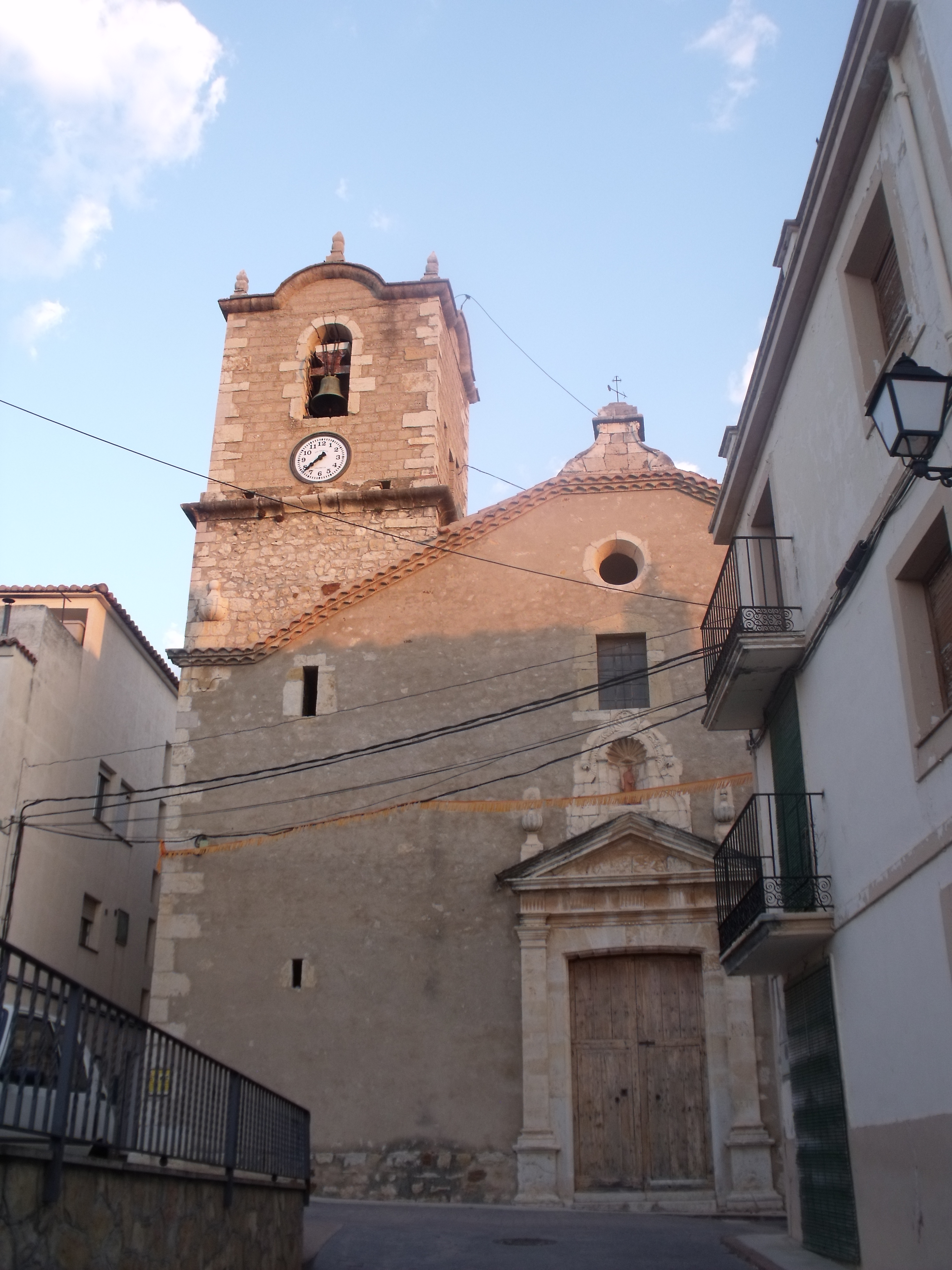
Église paroissiale

## Monuments et sites
- Église paroissiale. Elle est dédiée à la Purification de la Vierge. On y trouve le grand autel de San Lorenzo, patron de la localité. Elle est formée d'une nef unique. Elle a été construite à la fin du XVIIIe siècle sur les ruines d'une ancienne chapelle. Elle a été détruite pendant la guerre civile et reconstruite totalement avec les dons faits par tous les habitants de la commune, ne conservant intacte que son portail. Il existe encore quelques autels de l'époque de sa construction durant le XVIIIe siècle. Le clocher fut reconstruit partiellement à la fin de la guerre civile; il est de section carrée et se termine avec des ornements à son sommet.

- Source du Mas del Señor.

## Fêtes locales
- San Antonio Abad. Le 17 janvier, fête de San Antonio Abad, le prêtre bénit les animaux et la "coquetat", qui ensuite est répartie entre les assistants.
- Fêtes patronales. Le 10 août en l'honneur de San Lorenzo. Durant sa célébration se tiennent des manifestations taurines, dont le lâcher de vachettes et le jeu du "Bou embolat" (taureau emboulé) durant la nuit.